# 西克斯米爾 (阿拉巴馬州)
西克斯維爾（英語：Six Mile）是一個位於美國阿拉巴馬州摩根縣的非建制地區。該地的面積和人口皆未知。

## 地理
西克斯維爾的座標為34°25′26″N 86°45′23″W / 34.42389°N 86.75639°W，而該地的平均海拔高度為190米（即623英尺）。